# Franko Sorić
Franko Sorić (Zadar, 1967.), hrvatski pjesnik

## Životopis
Rođen je 1967. u Zadru, gdje je školovao i radi.

## Poezija
Objavio je nekoliko pjesama, a poeziju mu karakterizira uporaba snažnih i neobičnih metafora.

## Izdanja
- Anđeo odjeven u plavo, 2007.
- Pjesme – Gedichte, 2009.
- Preku s ljubavlju, 2010.
- Neki drugi život, 2011.
- I sutra će svanuti, 2012.
- Zazivanje svetih, 2014.